# Ula (Muğla)
Pour les articles homonymes, voir Ula.

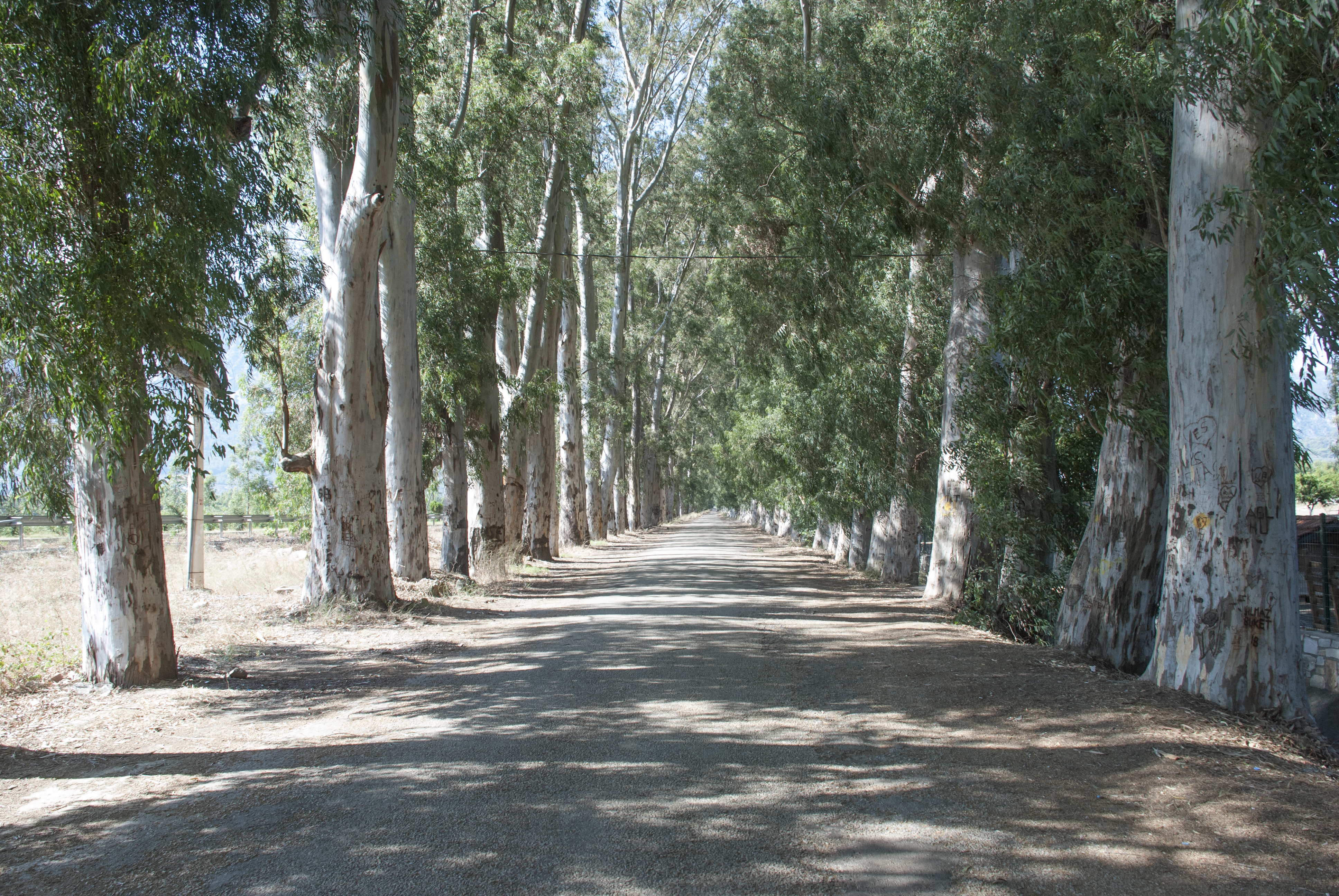
Eucalyptus Tunnel in Ula (Turkey) District

Ula est une ville et un district de la province de Muğla dans la région égéenne en Turquie.